# اس‌اس مونا (۱۹۰۷)
اس‌اس مونا (۱۹۰۷) (به انگلیسی: SS Mona (1907)) یک کشتی بود که طول آن 261' بود. این کشتی در سال ۱۹۰۷ ساخته شد.